# Adam i Cheva
Adam i Cheva (Адам и Хева, Adamo ed Eva) è un film del 1969 diretto da Aleksej Aleksandrovič Korenev.